# Antoni Głowacki

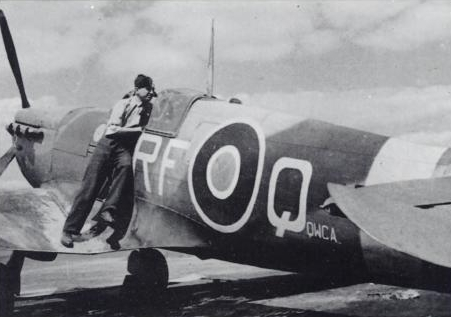
Antoni Głowacki ze swoim Spitfirem w dywizjonie 303

Antoni Głowacki (ur. 10 lutego 1910 w Warszawie, zm. 27 kwietnia 1980 w Wellington w Nowej Zelandii) – podpułkownik pilot Polskich Sił Powietrznych w Wielkiej Brytanii, as myśliwski II wojny światowej.

## Życiorys
Po technikum dostał się do Szkoły Wawelberga i Rotwanda. W 1926 wstąpił do Aeroklubu Warszawskiego. W wieku 18 lat dostał pracę jako kierownik laboratorium w jednej z fabryk Philipsa i pracował tam do 1930. Szkolenie lotnicze rozpoczął koło Łodzi na lotnisku Lublinek, później trafił do Szkoły w Dęblinie, którą ukończył w 1935. Następnie służył w 1. pułku lotniczym, od 1938 pracował w dęblińskiej szkole jako instruktor.
Podczas kampanii wrześniowej walczył w plutonie lotnictwa towarzyszącego pod dowództwem kpt. Juliana Łagowskiego, który został przydzielony do Warszawskiej Brygady Pancerno-Motorowej. W styczniu 1940 dotarł do Wielkiej Brytanii, gdzie dzięki doskonałej znajomości języka angielskiego rozpoczął szkolenia na samolotach bombowych w bazie Sutton Bridge. Poprosił o przeniesienie do lotnictwa myśliwskiego. W sierpniu 1940 przeszedł w stopniu sierżanta do 501 dywizjonu myśliwskiego „County of Gloucester”, który stacjonował w Gravesend. Latał na Hurricanach.
24 sierpnia 1940, w ciągu jednego dnia, w 3 lotach bojowych zestrzelił 5 niemieckich samolotów (jako jedyny Polak). Tydzień później został zestrzelony, lądował przymusowo i rozbił samolot (Hawker Hurricane o znakach SD-A), sam został poważnie ranny. Po wyleczeniu został skierowany jako instruktor do bazy RAF-u w Usworth. W listopadzie 1941 trafił do słynnego dywizjonu 303. W połowie 1943 trafił do 308 dywizjonu myśliwskiego „Ziemi Krakowskiej”, następnie do 309 dywizjonu myśliwsko-rozpoznawczego „Ziemi Czerwieńskiej”. Latał w 307 dywizjonie „Lwowskich Puchaczy”, a na koniec trafił do 302 "Poznańskiego" dywizjonu myśliwskiego, gdzie koniec wojny zastał go w stopniu podpułkownika.
Po wojnie trafił do Nowej Zelandii, był instruktorem w bazie lotniczej Ohakea w stopniu kapitana ucząc młodych pilotów latania na samolotach odrzutowych Vampire. W 1960 zakończył służbę w armii i został zatrudniony w nowozelandzkim Departamencie Lotnictwa Cywilnego. Zmarł 27 kwietnia 1980 w Wellington w Nowej Zelandii.

## Zwycięstwa powietrzne
Na liście Bajana zajmuje 17. pozycję z wynikiem 8 i 1/3 zestrzeleń pewnych, 3 prawdopodobnych i 4 uszkodzonych.
Zestrzelenia pewne:
- Ju 87 – 15 lipca 1940 (pilotował Hurricane Mk. I, SD-A nr VZ124)
- Do 215 – 15 lipca 1940
- Bf 109 – 24 sierpnia 1940
- Ju 88 – 24 sierpnia 1940
- Bf 109 – 24 sierpnia 1940
- Bf 109 – 24 sierpnia 1940
- Ju 88 – 24 sierpnia 1940
- Bf 109 – 28 sierpnia 1940 (pilotował SD-O nr VZ234)
- 1/3 He 111

Zestrzelenia prawdopodobne:
- Fw 190 – 27 kwietnia 1942
- Fw 190 – 19 sierpnia 1942

## Ordery i odznaczenia
- Krzyż Srebrny Orderu Virtuti Militari nr 8814[5]
- Krzyż Walecznych – czterokrotnie[6]
- Medal Lotniczy – czterokrotnie
- Odznaka Pilota
- Distinguished Flying Cross – Wielka Brytania
- Distinguished Flying Medal – Wielka Brytania
- Odznaka Pilota RAF – Wielka Brytania